# Manabu Horii
Manabu Horii (n. 19 februarie 1972, Muroran, Prefectura Hokkaidō, Japonia) este un patinator de viteză ce a reprezentat Japonia, medaliat olimpic. A participat la 3 ediții ale Jocurilor Olimpice (1994, 1998, 2002) în care a câștigat o medalie de aur.